# جون لوك (مخترع)
جون لوك (بالإنجليزية: John Locke)‏ هو مصور وعالم نبات ومخترِع أمريكي، ولد في 19 فبراير 1792، وتوفي في 10 يوليو 1856.